# Настолен компютър
Настолният компютър е персонален компютър, предназначен за редовна употреба на едно място, на или близо до бюро, поради неговите изисквания за размер и мощност. Най-често срещаната конфигурация има кутия, която съдържа захранването, дънната платка (печатна платка с микропроцесор като централен процесор, памет, шина, някои периферни устройства и други електронни компоненти), дисково устройство (обикновено един или повече твърди дискове, SSD устройства, оптични дискови устройства и (в ранните модели) флопи дисково устройство); клавиатура и мишка за въвеждане; и компютърен монитор, високоговорители и често принтер за извеждане на информацията. Кутията може да бъде ориентирана хоризонтално или вертикално и да бъде поставена под, до или отгоре на бюрото.

## История

### Началото
Преди широкото използване на микропроцесори, компютърът, който можел да се побере на бюрото, се смятал за забележително малък. Най-често използваният тип компютри са били т. нар. миникомпютри, които са били доста големи. Ранните компютри заемат пространството на цяла стая. Миникомпютрите обикновено се побират в една или няколко стелажи с размер на хладилник.
Едва през 70-те години на XX век се появяват напълно програмируеми компютри, които могат да се поберат изцяло върху бюрото. През 1970 г. е представен Datapoint 2200, „интелигентен“ компютърен терминал, с клавиатура и монитор, проектиран да се свързва с мейнфрейм компютър, но това не пречи на собствениците да използват вградените му изчислителни способности като самостоятелен десктоп компютър. Серията HP 9800, която стартира като програмируеми калкулатори през 1971 г., но е програмируема на BASIC до 1972 г., използва по-малка версия на дизайн на миникомпютър, базиран на ROM памет и има малки едноредови LED буквено-цифрови дисплеи и показвани графики с плотер. Wang 2200 от 1973 г. има пълноразмерна електронно-лъчева тръба и съхранение на касета. IBM 5100 през 1975 г. има малък електронно-лъчев дисплей и може да бъде програмиран на BASIC и APL. Това обикновено са скъпи специализирани компютри, продавани за бизнес или научни цели.

### Развитие
Apple II, TRS-80 и Commodore PET са първо поколение лични домашни компютри, пуснати през 1977 г., които са насочени към потребителския пазар, а не към бизнесмени или компютърни любители. Списание Byte споменава тези три като „троицата от 1977 г.“ на персоналните компютри. През 80-те и 90-те години на XX век настолните компютри стават преобладаващ тип, като най-популярните са IBM PC и неговите клонинги, следвани от Apple Macintosh,  като третият Commodore Amiga има известен успех в средата на 1980-те, но намалява до началото на 1990-те.
Ранните персонални компютри, като оригиналния персонален компютър на IBM, са затворени в „настолен корпус“, хоризонтално ориентиран, за да може екранът на дисплея да се поставя отгоре, като по този начин се спестява място на бюрото на потребителя, като тези кутии трябва да са достатъчно здрави, за да поддържат теглото на електронно-лъчевия дисплей и постепенно стават по-рядко използвани, заради по-достъпните кутии (Tower е запазена марка на NCR, създадена от рекламната агенция Reiser Williams deYong), които могат да бъдат разположени на пода, под или до бюро, а не върху бюрото. Тези кутии не само имат повече място за разширяване, но и освобождават място на бюрото за монитори, които стават все по-големи всяка година. Корпусите за настолни компютри, особено компактните форми, остават популярни за корпоративни компютърни среди и павилиони. Някои компютърни кутии могат да бъдат взаимозаменяемо разположени или хоризонтално (настолен плот), или изправено (мини-кула).
Влиятелни игри като Doom и Quake през 90-те години на XX век подтикват геймърите и компютърните ентусиасти да надграждат често до най-новите процесори и графични карти (3dfx, ATI и Nvidia) за своите настолни компютри, за да стартират тези приложения. Това се забавя от края на 2000-те, тъй като нарастващата популярност на интегрираната графика на Intel принуждава разработчиците на игри да намалят мащаба. Серията Sound Blaster на ТCreative Technology де факто става стандарт за звукови карти в настолните компютри през 1990-те до началото на 2000-те, когато са сведени до нишов продукт, тъй като OEM настолните компютри идват със звукови платки, интегрирани директно в дънната платка.

### Забавяне
Докато настолните компютри отдавна са най-често срещаната конфигурация за компютри, до средата на 2000-те растежът се измества от настолни компютри към лаптопи. По-специално, докато настолните компютри се произвеждат основно в Съединените щати, лаптопите отдавна се произвеждат от производители по договори, базирани в Азия, като Foxconn. Тази промяна довежда до затварянето на много заводи за сглобяване на настолни компютри в Съединените щати до 2010 г. Друга тенденция по това време е нарастващият дял на продаваните настолни компютри с евтина базова конфигурация, което вреди на производителите на компютри като Dell, чието персонализиране на настолни компютри по поръчка разчита на допълнителни функции за купувачите.
Преносимите компютри, захранвани с батерии, имат едва 2% световен пазарен дял през 1986 г. Въпреки това лаптопите стават все по-популярни както за бизнес, така и за лична употреба. Около 109 милиона преносими компютри са доставени по целия свят през 2007 г., което е повишаване с 33% в сравнение с 2006 г. През 2008 г. е изчислено, че са продадени 145,9 милиона преносими компютри и че броят им ще нарасне през 2009 г. до 177,7 милиона. Третото тримесечие на 2008 г. е първият път, когато световните доставки на преносими компютри надхвърлят настолните компютри с 38,6 милиона единици срещу 38,5 милиона единици.   
Огледът над продажбите на Apple Macintosh показва, че продажбите на настолни Mac остават предимно постоянни, като същевременно са надминати от тези на преносимите компютри Mac, чийто процент на продажби е нараснал значително; седем от десет продадени Mac са лаптопи през 2009 г., като се очаква съотношението да се увеличи до три от четири до 2010 г. Промяната в продажбите на форм факторите се дължи на преминаването на настолния iMac от достъпен G3 към превъзходен модел G4 и последващите издания се считат за първокласни всичко в едно (all-in-one). За разлика от тях, MSRP на линиите лаптопи MacBook спада през последователни поколения, така че MacBook Air и MacBook Pro представляват най-ниската цена за достъп до Mac, с изключение на още по-евтиния Mac Mini (макар и без монитор и клавиатура), а MacBooks са най-продаваните форм фактори на платформата Macintosh днес.
Десетилетията на развитие означават, че повечето хора вече притежават настолни компютри, които отговарят на техните нужди и няма нужда да купуват нов, само за да бъдат в крак с напредващите технологии. По-специално, последователното пускане на нови версии на Windows (Windows 95, 98, XP, Vista, 7, 8, 10 и така нататък) е двигател за подмяна на компютри през 90-те години, но това се забавя през 2000-те поради лошо приемане на Windows Vista спрямо Windows XP. Наскоро някои анализатори предполагат, че Windows 8 всъщност е навредил на продажбите на компютри през 2012 г., тъй като фирмите са решили да се придържат към Windows 7, вместо да надграждат. Някои предполагат, че Microsoft е признала, че „мълчаливо звъни на смъртния звън на настолен компютър“, тъй като Windows 8 предлага малко надграждане на функционалността на настолен компютър спрямо Windows 7; вместо това, иновациите на Windows 8 са предимно от мобилната страна.
Трендът след PC отбелязва спад в продажбите на настолни и преносими компютри. Спадът се дължи на увеличената мощност и приложенията на алтернативни изчислителни устройства, а именно смартфони и таблети. Въпреки че повечето хора използват много своите смартфони и таблети за по-основни задачи като социални медии и ежедневни игри, тези устройства в много случаи заменят втори или трети компютър в домакинството, който би изпълнил тези задачи, въпреки че повечето семейства все още запазват мощен компютър за сериозна работа.
Сред форм факторите на компютрите, настолните компютри остават основен продукт на корпоративния пазар, но губят популярност сред купувачите. Производителите на компютри и търговците на електроника реагират, като инвестират своите инженерни и маркетингови ресурси към лаптопи (първоначално нетбуци в края на 2000-те, а след това ултрабуци с по-висока производителност от 2011 г. нататък), за които производителите смятат, че имат по-голям потенциал да съживят пазара на компютри  отколкото настолни компютри.
През април 2017 г. StatCounter обявява постижение в историята на технологиите и края на една ера с операционната система Android, по-популярна от Windows (операционната система, която направи настолните компютри доминиращи над мейнфрейм компютрите). Windows все още е най-популярен на настолни компютри (и лаптопи), докато смартфоните (и таблетите) използват Android, iOS или Windows 10 Mobile.

### Възраждане
Въпреки че за ежедневна употреба на традиционните настолни компютри и лаптопи отбелязаха спад в продажбите, през 2018 г. глобалните продажби на компютри претърпяват възраждане, движещо се от бизнес пазара.  Настолните компютри остават солидно устройство в търговския и образователния сектор. В допълнение, геймърските настолни компютри отбелязват увеличение на глобалните приходи от 54% годишно. За игрите се очаква глобалният пазар на геймърски настолни компютри, лаптопи и монитори да нарасне от 42,1 милиона до 61,1 милиона доставки до края на 2023 г., като настолните компютри нараснат от 15,1 милиона доставки на 19 милиона. Компютърните игри като цяло сега представляват 28% от общия пазар на игри към 2017 г. Това отчасти се дължи на нарастващата достъпност на настолните компютри.

## Видове

### По размер

#### Пълен размер
Пълноразмерните настолни компютри се характеризират с отделни компоненти за дисплей и обработка. Тези компоненти са свързани помежду си чрез кабели или безжични връзки. Те често идват във форм фактор компютърна кутия (tower, кула). Тези компютри са лесни за персонализиране и надграждане според изискванията на потребителя, например чрез карта за разширение.
Ранните компютри в кутия с разширени размери (значително по-големи от тези на масовия ATX корпус) понякога са етикетирани като „настолни компютри“,   но в момента това именуване е доста рядко.

#### Компактен
Компактните настолни компютри са намалени във физически пропорции в сравнение с настолните компютри с пълен размер. Обикновено те са малки по размер, евтини компютри с ниска мощност, предназначени за основни задачи като сърфиране в мрежата, достъп до уеб-базирани приложения, обработка на документи и възпроизвеждане на аудио/видео. Хардуерните спецификации и процесорната мощност обикновено са намалени и следователно ги правят по-малко подходящи за изпълнение на сложни или ресурсоемки приложения. Неттопът е забележителен пример за компактен работен плот.

#### „Всичко в едно“
Настолен компютър „всичко в едно“ (All in one, AIO) интегрира вътрешните компоненти на системата в същия корпус като дисплея, като по този начин заема по-малък отпечатък (с по-малко кабели) от настолните компютри, които включват кула. Системите Всичко в едно рядко се обозначават като настолни компютри.
Този форм-фактор е популярен в началото на 80-те години на XX век за персонални компютри, предназначени за професионална употреба, като Kaypro II, Osborne 1, TRS-80 Model II и Compaq Portable. Много производители на домашни компютри като Commodore и Atari включват дънната платка на компютъра в същия корпус като клавиатурата; тези системи най-често се свързват към телевизор за показване. Apple произвежда няколко популярни примера за компютри „всичко в едно“, като оригиналния Macintosh от средата на 1980-те и iMac от края на 1990-те и 2000-те. До средата на 2000-те години много дизайни „всичко в едно“ използват дисплеи с плосък панел, а по-късните модели включват сензорни дисплеи, което им позволява да се използват подобно на мобилен таблет.
Някои настолни компютри „всичко в едно“, като iMac G4, използват компоненти за лаптоп, за да намалят размера на системния корпус. И като повечето лаптопи, някои настолни компютри „всичко в едно“ се характеризират с невъзможност за персонализиране или надграждане на вътрешни компоненти, тъй като корпусите на системите не осигуряват удобен достъп до надграждаеми компоненти, а неизправностите в определени аспекти на хардуера може да изискват целият компютър да бъде заменен, независимо от здравето на останалите му компоненти. Има изключения от това; мониторната част на работната станция Z1 на HP може да бъде под ъгъл и да се отваря като капак на превозно средство за достъп до вътрешния хардуер.

### По употреба

#### Компютър за игри
Игралните компютри са настолни компютри с високопроизводителен CPU, GPU и RAM, оптимизирани за игра на видео игри с висока разделителна способност и честота на кадрите. Периферията на компютъра за игри обикновено включва механични клавиатури за по-бързо време за реакция  и игрална компютърна мишка, която може да проследява движението на повече точки на инч.

#### Домашно кино
Тези настолни компютри са свързани със системи за домашно забавление и обикновено се използват за забавление. Те идват с дисплей с висока разделителна способност, видеографика, съраунд звук и системи за телевизионен тунер, които допълват типичните компютърни функции.

#### Тънък клиент/ Интернет устройство
С течение на времето някои традиционни настолни компютри биват заменени с тънки клиенти, използващи изчислителни решения извън сайта като облака. Тъй като повече услуги и приложения се обслужват през интернет от сървъри извън сайта, нуждите от локални изчисления намаляват, това кара настолните компютри да бъдат по-малки, по-евтини и да се нуждаят от по-малко мощен хардуер. Повече приложения и в някои случаи цели виртуални настолни компютри се преместват извън сайта и настолният компютър работи само с операционна система или шел приложение, докато действителното съдържание се обслужва от сървър. Компютрите с тънки клиенти могат да извършват почти всичките си изчисления на виртуална машина в друг сайт. Вътрешните, хоствани виртуални настолни компютри могат да предложат на потребителите напълно последователно изживяване отвсякъде.

#### Работна станция
Работните станции са усъвършенстван клас персонални компютри, предназначени за потребител и по-мощни от обикновения компютър, но по-малко мощни от сървъра при обикновени изчисления. Те са способни на висока разделителна способност и триизмерни интерфейси и обикновено се използват за извършване на научна и инженерна работа. Подобно на сървърните компютри, те често са свързани с други работни станции. Основният форм-фактор за този клас е корпус „кула“, но повечето доставчици произвеждат компактни или „всичко в едно“ работни станции от нисък клас. Повечето работни станции в кула могат да бъдат преобразувани във версия за монтиране в стелаж.

#### Компютърен сървър
Ориентиран за малък бизнес клас сървъри; обикновено сървърни машини от начално ниво, с подобни на работните станции/игровите компютърни изчислителни мощности и с някои основни сървърни функции, но само с основни графични способности; и някои настолни сървъри могат да бъдат конвертирани в работни станции.

### Рядко срещани видове

#### Квантова технология
На 29 януари 2021 г. Shenzhen SpinQ Technology обявява, че ще пусне първия по рода си настолен квантов компютър. Това ще бъде миниатюрна версия на предишния им квантов компютър, базиран на същата технология (ядрен магнитен резонанс) и ще бъде устройство с 2 кюбита. Приложенията ще бъдат предимно образователни за ученици и студенти. Компанията твърди, че SpinQ ще се появи до четвъртото тримесечие на 2021 г.  

## Сравнение с лаптопи
Настолните компютри имат предимство пред лаптопите, тъй като резервните части и разширенията обикновено са стандартизирани, което води до по-ниски цени и по-голяма наличност. Например, размерът и монтажът на дънната платка са стандартизирани в ATX, microATX, BTX или други форм фактори. Настолните компютри имат няколко стандартизирани слота за разширение, като конвенционалните PCI или PCI Express, докато лаптопите обикновено имат само един мини-PCI слот и един слот за PC Card (или слот за ExpressCard). Процедурите за сглобяване и разглобяване на настолни компютри обикновено са прости и стандартизирани. Това обикновено не е така за лаптопите, въпреки че добавянето или подмяната на някои части, като оптично устройство, твърд диск или добавяне на допълнителен модул памет, често е доста лесно. Това означава, че конфигурацията на настолен компютър, обикновено корпус в кула, може да бъде персонализирана и надстроена в по-голяма степен от лаптопите. Тази персонализация го запазва популярна сред геймърите и ентусиастите.
Друго предимство на работния плот е, че (освен опасенията за околната среда) консумацията на енергия не е толкова критична, колкото при преносимите компютри, тъй като работният плот се захранва изключително от контакта. Настолните компютри също така осигуряват повече място за охлаждащи вентилатори и вентилационни отвори за разсейване на топлината, което позволява на ентусиастите да овърклокват с по-малък риск. Двата големи производителя на микропроцесори, Intel и AMD, са разработили специални процесори за мобилни компютри (т.е. лаптопи), които консумират по-малко енергия и по-ниска топлина, но с по-ниски нива на производителност.
От друга страна, лаптоп компютрите предлагат преносимост, която настолните системи (включително настолните компютри с малък форм-фактор и настолните компютри „всичко в едно)“ не могат поради компактния си размер и сгъваема конструкция. Дизайнът на лаптопа „всичко в едно“ осигурява вградена клавиатура и посочващо устройство (като тъчпад) за своя потребител и може да използва захранване, захранвано от акумулаторна батерия. Лаптопите също така обикновено интегрират безжични технологии като WiFi, Bluetooth и 3G, което им дава по-широк набор от опции за свързване с интернет, въпреки че тази тенденция се променя, тъй като по-новите настолни компютри идват интегрирани с една или повече от тези технологии.
Настолен компютър се нуждае от UPS, за да се справя с електрически смущения като кратки прекъсвания, затъмнения и пикове; постигането на време за включване на батерията над 20 – 30 минути за настолен компютър изисква голям и скъп UPS.  Лаптоп с достатъчно заредена батерия може да продължи да се използва с часове в случай на прекъсване на захранването и не се влияе от кратки прекъсвания на захранването и прекъсвания.
Настолният компютър често има предимство пред сравним лаптоп по отношение на изчислителния капацитет. Овърклокването често е по-осъществимо на настолен компютър, отколкото на лаптоп; подобен начин хардуерните добавки като дискретни графични копроцесори може да са възможни за инсталиране само на настолен компютър.